# Vasula speciosa
La especie de caracol marino (Vasula speciosa), antes denominada Thais speciosa, es una especie de molusco gasterópodo perteneciente a la familia Muricidae1. Habita en zonas poco profundas y rocosas2.

## Clasificación y descripción
Concha de color blanco con una serie de cuadros pequeños de color marrón obscuro a lo largo de toda la concha y siguiendo la forma de las vueltas. Apertura de color amarillento, opérculo de color marrón obscuro. Vive entre la zona intermareal rocosa2.

## Distribución
La especie Vasula speciosa se distribuye desde Bahía Magdalena (Baja California) y el Golfo de California en México, y hasta Perú2.

## Ambiente
Habita en aguas poco profundas y rocosas2.

## Estado de conservación
Hasta el momento en México no se encuentra en ninguna categoría de protección, ni en la Lista Roja de la IUCN (International Union for Conservation of Nature).